# Sandalus kani
Sandalus kani is een keversoort uit de familie Rhipiceridae. De wetenschappelijke naam van de soort is voor het eerst geldig gepubliceerd in 1981 door Sakai & Sakai.